# 귀싱군

귀싱군의 위치

귀싱군(독일어: Bezirk Güssing)은 오스트리아 부르겐란트주에 위치한 군으로 행정 중심지는 귀싱이며 면적은 486.71km2, 인구는 25,668명(2022년 기준), 인구 밀도는 53명/km2이다. 남쪽으로는 예너스도르프군, 서쪽으로는 슈타이어마르크주 하르트베르크퓌르스텐펠트군, 북쪽으로는 오버바르트군과 접하며 동쪽으로는 헝가리와 국경을 접한다.

## 하위 행정 구역
1개 도시, 8개 시장도시, 19개 일반 시를 관할한다.
- 도시
  - 귀싱(Güssing)
- 시장도시
  - 에베라우(Eberau)
  - 귀텐바흐(Güttenbach)
  - 쿠크미른(Kukmirn)
  - 올러스도르프임부르겐란트(Ollersdorf im Burgenland)
  - 장크트미하엘임부르겐란트(Sankt Michael im Burgenland)
  - 슈테거스바흐(Stegersbach)
  - 슈티나츠(Stinatz)
  - 슈트렘(Strem)
- 일반 시
  - 빌다인(Bildein)
  - 복스도르프(Bocksdorf)
  - 부르가우베르크노이다우베르크(Burgauberg-Neudauberg)
  - 게러스도르프줄츠(Gerersdorf-Sulz)
  - 그로스뮈르비슈(Großmürbisch)
  - 하커베르크(Hackerberg)
  - 하일리겐브룬(Heiligenbrunn)
  - 호이그라벤(Heugraben)
  - 인첸호프(Inzenhof)
  - 클라인뮈르비슈(Kleinmürbisch)
  - 모셴도르프(Moschendorf)
  - 노이베르크임부르겐란트(Neuberg im Burgenland)
  - 노이슈티프트바이귀싱(Neustift bei Güssing)
  - 올벤도르프(Olbendorf)
  - 라우흐바르트(Rauchwart)
  - 로어임부르겐란트(Rohr im Burgenland)
  - 토바이(Tobaj)
  - 차니그라벤(Tschanigraben)
  - 뵈르터베르크(Wörterberg)